# In the Cut
In the Cut è un film del 2003 diretto da Jane Campion.

## Trama
New York. Frannie Avery, un'insegnante di lettere impegnata a raccogliere vocaboli per un dizionario di slang metropolitano che sta compilando, motivo per cui frequenta locali e bar nei quartieri malfamati della città, viene interrogata dal detective Malloy a proposito d'una ragazza il cui cadavere è stato trovato a pezzi in un giardino vicino a casa sua. La trama si sviluppa intorno alle indagini su questo omicidio efferato, che si rivelerà opera di un serial killer.
Frannie aveva intravisto la sera prima in un bar una coppia intenta in una pratica sessuale, distinguendo però chiaramente solo un tatuaggio sul polso dell'uomo e la chioma rossa di lei, la futura vittima dell'assassino. Quasi subito Frannie nota che l'investigatore Malloy ha il medesimo tatuaggio sul polso, tuttavia, fortemente attratta da lui, ne accetta la corte e una sera, soccorsa dal poliziotto dopo essere stata aggredita in un vicolo e investita da un'auto, ci va a letto.
Il succedersi in breve tempo di nuovi, efferati delitti che hanno come vittima giovani ragazze, tra le quali alla fine la sua stessa amata sorellastra, le fa temere che il serial killer possa essere una persona vicina a lei: forse il giovane, disturbato John Graham, che una sera trova essersi introdotto in casa sua "per farsi una doccia" o forse anche lo stesso investigatore. 
Una sera a casa di lei, dopo un amplesso appassionato in cui Frannie lo ha ammanettato immobilizzandolo, la giovane trova in una tasca di Malloy quella che sembra la prova della sua colpevolezza e fugge in strada, dove incontra il collega di lui, Rodriguez, al quale chiede aiuto rivelandogli tutto. Ma Rodriguez ha anche lui il medesimo tatuaggio sul braccio, e - invece di condurla alla centrale di polizia - si dirige con l'auto in un luogo isolato. Ormai conscia di essere in balìa del vero killer, Frannie riesce a ucciderlo e a tornare, sola, scalza e coperta di sangue, da Malloy, ancora ammanettato a un tubo nel suo appartamento. 

## Produzione
Il film è basato sul romanzo omonimo di Susanna Moore che ne ha anche curato la sceneggiatura insieme alla regista. Ciononostante tra romanzo e film ci sono differenze considerevoli, specie nel finale.
L'attrice Nicole Kidman è qui in veste di produttrice, dopo aver rifiutato la parte di Frannie in favore di Meg Ryan. Questa sveste i panni di ragazza "acqua e sapone", con cui si era affermata agli occhi del pubblico, per una storia torbida e con al centro il sesso, destando così parecchie perplessità, soprattutto negli Stati Uniti.